# Nekrolog 4. Quartal 1986
Nekrolog
◄◄
| ◄
| 1982
| 1983
| 1984
| 1985
| 1986 | 1987 | 1988 | 1989 | 1990 | ► | ►►
1. Quartal |
2. Quartal |
3. Quartal |
4. Quartal 1986
Weitere Ereignisse | Allgemeiner Nekrolog 1986
Die Beschreibung der verstorbenen Person sollte so kurz wie möglich gehalten sein und nur deren signifikante Tätigkeit(en) enthalten.
Neue Namen ggf. auch unter dem Geburts- und Sterbedatum, also etwa unter 1. Januar und im Geburts- und Sterbejahr (2024) eintragen (nur bei entsprechender großer Wichtigkeit). Für Beispiele siehe die schon vorhandenen Artikel.
Außerdem über die fünf zuletzt Verstorbenen, zu denen es einen ausreichend guten Artikel für eine Präsentation auf der Hauptseite gibt, nach der todesbedingten Überarbeitung der Artikel ggf. auch unter Wikipedia Diskussion:Hauptseite informieren und sie am besten auch in den anderen Wikipedia-Sprachversionen eintragen. Tipp: Regelmäßig bei news.google.de nach „ist tot“, „gestorben“ oder „verstorben“ suchen.
Wenn eine Person gestorben ist, gibt es viele Seiten zu dieser Person in der Wikipedia, die davon auch betroffen sind und entsprechend aktualisiert werden müssen. Beispiele: Namenübersichtsseite, Geburtsjahr, Geburtsort-Seiten und viele mehr.
Wie finde ich die betroffenen Seiten?
Im Suchfeld auf der linken Seite gibt man den Suchbegriff so ein: „Vorname Nachname“. Dann klickt man auf Volltext und alle Seiten mit entsprechendem Suchtext werden aufgerufen. Hier sieht man dann schnell, wo auch das Todesjahr Sinn macht oder sogar ein Teil des Artikels angepasst werden muss. Auch hilft das „Werkzeug“ auf der linken Seite sehr gut, um solche Seiten aufzufinden: „Links auf diese Seite“. Somit ist die Wikipedia wieder aktuell in allen Bereichen! Hinweis: bei Eintragung der Kategorie „Gestorben JAHR“ wird der Missbrauchsfilter 49 ausgelöst, was jedoch nicht schlimm ist. Siehe: Spezial:Missbrauchsfilter/49
Dies ist eine Liste von im vierten Quartal 1986 verstorbenen bekannten Persönlichkeiten. Die Einträge erfolgen innerhalb der einzelnen Daten alphabetisch sortiert. Tiere sind im Nekrolog für Tiere zu finden.

## November
| Tag          | Name                                | Beruf, bekannt als                                                                                              | Alter | Beleg |
| ------------ | ----------------------------------- | --- | ----- | ----- |
| 1. November  | Serge Garant                        | kanadischer Komponist                                                                                           | 57    |       |
| 1. November  | Michael Horbach                     | deutscher Journalist und Schriftsteller                                                                         | 61    |       |
| 1. November  | Rudolf Leopold                      | deutscher Komponist im Schach                                                                                   | 91    |       |
| 1. November  | Mieczysław Moczar                   | polnischer kommunistischer Politiker                                                                            | 72    |       |
| 1. November  | Theodor Scharmann                   | Psychologe | 79    |       |
| 1. November  | Sippie Wallace                      | US-amerikanische Blues-Musikerin                                                                                | 88    |       |
| 1. November  | Walter Wottitz                      | französischer Kameramann                                                                                        | 74    |       |
| 2. November  | Samuel Baud-Bovy                    | Schweizer Musiker, Musikologe und Neogräzist                                                                    | 79    |       |
| 2. November  | Bruno Betti                         | italienischer Hindernis- und Langstreckenläufer                                                                 | 75    |       |
| 2. November  | Harry Brown                         | US-amerikanischer Drehbuch- und Romanautor                                                                      | 69    |       |
| 2. November  | Wassyl Chmeljuk                     | ukrainischer Künstler                                                                                           | 83    |       |
| 2. November  | Walter Danz                         | deutscher Fotograf                                                                                              | 82    |       |
| 2. November  | Mariano Drago                       | slowenischer Dirigent, Musikpädagoge und Komponist                                                              | 78    |       |
| 2. November  | Paul Frees                          | US-amerikanischer Schauspieler, Synchronsprecher, Komiker, Drehbuchautor                                        | 66    |       |
| 2. November  | Arnold Matteus                      | estnischer Architekt                                                                                            | 88    |       |
| 02. November | Georges Mollard                     | französischer Segler                                                                                            | 84    |       |
| 2. November  | Matthias Semeliker                  | römisch-katholischer Pfarrer, NS-Verfolgter                                                                     | 76    |       |
| 3. November  | Johannes Breitenstein               | deutscher Fußballspieler                                                                                        | 68    |       |
| 3. November  | Adolf Busemann                      | deutsch-amerikanischer Aerodynamiker                                                                            | 85    |       |
| 3. November  | Paul Cannon                         | US-amerikanischer Politiker                                                                                     | 89    |       |
| 3. November  | Eddie Lockjaw Davis                 | US-amerikanischer Jazzsaxophonist                                                                               | 64    |       |
| 3. November  | Walter Hoppe                        | deutscher Physiker                                                                                              | 69    |       |
| 3. November  | Sekhonyana Nehemia Maseribane       | lesothischer Politiker, Premierminister von Lesotho                                                             | 68    |       |
| 3. November  | Ernst Poertgen                      | deutscher Fußballspieler                                                                                        | 74    |       |
| 3. November  | Karl Ruprecht                       | österreichischer nationalsozialistischer Volkskundler                                                           | 76    |       |
| 4. November  | Ernst von Essen                     | deutscher Politiker (CDU), MdL                                                                                  | 74    |       |
| 4. November  | Wilhelm Henn                        | deutscher Politiker (CDU), MdL                                                                                  | 93    |       |
| 4. November  | Kurt Hirsch                         | britischer Mathematiker                                                                                         | 80    |       |
| 4. November  | Abraham J. Multer                   | US-amerikanischer Jurist und Politiker                                                                          | 85    |       |
| 4. November  | Harry M. Rose                       | US-amerikanischer Mediziner                                                                                     | 80    |       |
| 4. November  | Abdullah Aref al-Yafi               | libanesischer Ministerpräsident                                                                                 | 85    |       |
| 4. November  | Josef Wagner                        | österreichischer Komponist                                                                                      | 78    |       |
| 5. November  | Antonio Alberdi y Aguirrezábal      | baskischer Orgelbauer, Organist und Komponist                                                                   | 93    |       |
| 5. November  | Adolf Brudes                        | deutscher Motorrad- und Automobilrennfahrer                                                                     | 87    |       |
| 5. November  | Herbert Eckstein                    | britischer Kinderchirurg deutscher Herkunft                                                                     | 60    |       |
| 5. November  | Ernst Eichler                       | deutscher Erziehungswissenschaftler und Historiker                                                              | 86    |       |
| 5. November  | Erik von Loewis                     | deutscher Schauspieler und Regisseur                                                                            | 82    |       |
| 5. November  | Hans Urner                          | deutscher praktischer Theologe und Hochschullehrer                                                              | 85    |       |
| 5. November  | Oskar Wielgos                       | deutscher Schachkomponist                                                                                       | 70    |       |
| 6. November  | Alec Brook                          | englischer Tischtennisspieler                                                                                   |       |       |
| 6. November  | Hugo de Groot                       | niederländischer Komponist, Dirigent und Musiker                                                                | 89    |       |
| 6. November  | Elisabeth Grümmer                   | deutsche Opern- und Kammersängerin                                                                              | 75    |       |
| 6. November  | James Holmes                        | niederländischer Autor und Lektor                                                                               | 62    |       |
| 6. November  | André Houpelyne                     | belgischer Ruderer                                                                                              | 85    |       |
| 6. November  | Gotfrid Köchert                     | österreichischer Rennfahrer                                                                                     | 68    |       |
| 6. November  | Lili Kraus                          | britische Pianistin ungarischer Abstammung                                                                      | 81    |       |
| 6. November  | Johannes Linthorst Homan            | niederländischer Politiker und Funktionär                                                                       | 83    |       |
| 6. November  | Wilhelm Plog                        | deutscher Publizist und Chefredakteur der Hannoverschen Allgemeinen Zeitung                                     | 83    |       |
| 6. November  | Josef Poncar                        | tschechischer Kapellmeister und Blasmusik-Komponist                                                             | 84    |       |
| 6. November  | Erich Rammler                       | deutscher Verfahrenstechniker                                                                                   | 85    |       |
| 6. November  | Hugo Rimmelspacher                  | deutscher Politiker (SPD), MdL, MdB                                                                             | 80    |       |
| 6. November  | Harald Sandbæk                      | dänischer lutherischer Pfarrer und Widerstandskämpfer                                                           | 82    |       |
| 6. November  | Eddie Thompson                      | britischer Jazzpianist                                                                                          | 61    |       |
| 7. November  | Abdurrahim Buza                     | albanischer Maler und Hochschullehrer                                                                           | 80    |       |
| 7. November  | Roberto Camardiel                   | spanischer Schauspieler                                                                                         | 68    |       |
| 7. November  | Audrey Erskine-Lindop               | britische Schriftstellerin                                                                                      | 65    |       |
| 7. November  | Henry Gilman                        | US-amerikanischer Chemiker mit Forschungsschwerpunkt auf dem Gebiet der Organometallchemie                      | 93    |       |
| 7. November  | Ernst Haller                        | Schweizer Politiker (SP)                                                                                        | 76    |       |
| 7. November  | Artur London                        | tschechischer Politiker                                                                                         | 71    |       |
| 7. November  | Aenne Michalsky                     | österreichische Opernsängerin (Sopran)                                                                          |       |       |
| 7. November  | Baldy Northcott                     | kanadischer Eishockeyspieler                                                                                    | 78    |       |
| 8. November  | Buchela                             | deutsche Wahrsagerin                                                                                            | 87    |       |
| 8. November  | King Clancy                         | kanadischer Eishockeyspieler                                                                                    | 83    |       |
| 8. November  | Franz Xaver Dorsch                  | deutscher Bauingenieur, Baubeamter und Unternehmer, Leiter der Organisation Todt                                | 86    |       |
| 8. November  | Heinrich Düker                      | deutscher Psychologe, Hochschullehrer, Politiker, Bürgermeister von Göttingen                                   | 87    |       |
| 8. November  | Eduard Hinze                        | deutscher Arzt                                                                                                  | 88    |       |
| 8. November  | Harry Holmes                        | britischer General und Ehrenpräsident des Esperanto-Weltbundes                                                  |       |       |
| 8. November  | Fritz Köllner                       | sudetendeutscher Politiker (NSDAP), MdR, Jurist und SA-Führer                                                   | 82    |       |
| 8. November  | Wjatscheslaw Michailowitsch Molotow | sowjetischer Regierungschef und Außenminister                                                                   | 96    |       |
| 8. November  | Nils Arvid Ramm                     | schwedischer Boxer                                                                                              | 83    |       |
| 8. November  | Ludwig Ruckdeschel                  | deutscher Politiker (NSDAP) und SS-Gruppenführer, MdR                                                           |       |       |
| 8. November  | Joachim Wrana                       | deutscher Hochschullehrer für Elektrotechnik                                                                    | 77    |       |
| 9. November  | Blanca Estrella de Méscoli          | venezolanische Komponistin und Pianistin                                                                        | 71    |       |
| 9. November  | Paulinus Fröhlich                   | deutscher römisch-katholischer Pfarrer und Heimatforscher                                                       | 83    |       |
| 9. November  | Charles Edward Kemp                 | britischer Schachkomponist                                                                                      | 84    |       |
| 9. November  | Henry Russell                       | US-amerikanischer Leichtathlet                                                                                  | 81    |       |
| 10. November | Ria Baran                           | deutsche Eiskunstläuferin                                                                                       | 64    |       |
| 10. November | Max Friedemann                      | deutscher Kommunist in der Résistance                                                                           | 81    |       |
| 10. November | Ludwig Hahn                         | deutscher Kommandeur der Sicherheitspolizei und des SD in Krakau und Warschau                                   | 78    |       |
| 10. November | Ezequiel Perea Sánchez              | mexikanischer Geistlicher, Bischof von San Luis Potosí                                                          | 75    |       |
| 10. November | Hans Wolfgang Rubin                 | deutscher Politiker (FDP)                                                                                       | 73    |       |
| 10. November | Vicente Trueba                      | spanischer Radrennfahrer                                                                                        | 81    |       |
| 10. November | Leona Woods                         | US-amerikanische Physikerin                                                                                     | 67    |       |
| 10. November | Hartmut Zwicker                     | deutscher Physiker und Hochschullehrer                                                                          | 62    |       |
| 11. November | Roger C. Carmel                     | US-amerikanischer Schauspieler und Synchronsprecher                                                             | 54    |       |
| 11. November | Lilo Hartmann                       | deutsche Schauspielerin                                                                                         | 76    |       |
| 11. November | Carl Hermann                        | österreichischer Bildhauer und Mitbegründer der Weitwanderbewegung                                              | 68    |       |
| 11. November | Hannelore Spies                     | deutsche und Politikerin (CDU), MdBB                                                                            | 68    |       |
| 12. November | Faiz Ahmad                          | afghanischer Politiker, Gründer der maoistischen Afghanistan Liberation Organization                            |       |       |
| 12. November | Enchi Fumiko                        | japanische Schriftstellerin                                                                                     | 81    |       |
| 12. November | Erich Koch                          | deutscher Politiker (NSDAP), MdR, Gauleiter Ostpreußen (1928–1945) und Reichskommissar in der Ukraine (1941–... | 90    |       |
| 12. November | Omer Alfred Robidoux                | kanadischer Ordensgeistlicher                                                                                   | 72    |       |
| 12. November | Shimao Toshio                       | japanischer Schriftsteller                                                                                      | 69    |       |
| 12. November | Fritz G. Winter                     | deutscher Architekt und Direktor der Werkkunstschule Krefeld                                                    | 76    |       |
| 13. November | Fritz Arens                         | deutscher Kunsthistoriker, Denkmalpfleger und Hochschullehrer                                                   | 74    |       |
| 13. November | Volf Bergraser                      | französischer Schachspieler                                                                                     | 82    |       |
| 13. November | Franco Cortese                      | italienischer Automobilrennfahrer                                                                               | 83    |       |
| 13. November | Francisco Flores Córdoba            | mexikanischer Fußballspieler                                                                                    | 60    |       |
| 13. November | Ernest A. Kehr                      | US-amerikanischer Philatelist                                                                                   | 75    |       |
| 13. November | Hans Heinz Sadila-Mantau            | österreichischer Journalist, Schriftsteller und nationalsozialistischer Kulturfunktionär                        | 89    |       |
| 13. November | Rudolf Schock                       | deutscher Opern-, Lied- und Operettensänger (lyrischer Tenor)                                                   | 71    |       |
| 13. November | Hermann Norbert Watzl               | österreichischer Theologe und Kirchengeschichtler                                                               | 84    |       |
| 14. November | Erik Byléhn                         | schwedischer Leichtathlet                                                                                       | 88    |       |
| 14. November | Ferdinand Daučík                    | slowakischer Fußballspieler und Fußballtrainer                                                                  | 76    |       |
| 14. November | Heinrich Matzen                     | deutscher Politiker (SHB), MdL                                                                                  | 82    |       |
| 14. November | Vevean Oviette                      | österreichisch-US-amerikanische Malerin und Grafikerin                                                          | 84    |       |
| 14. November | Erich Schelling                     | deutscher Architekt                                                                                             | 82    |       |
| 15. November | Johann Wolfgang Brügel              | tschechoslowakischer Jurist und Publizist                                                                       | 81    |       |
| 15. November | John E. Grotberg                    | US-amerikanischer Politiker                                                                                     | 61    |       |
| 15. November | Hans-Georg Schweiger                | deutscher Zellbiologe                                                                                           | 59    |       |
| 15. November | Alexandre Tansman                   | polnisch-französischer Komponist                                                                                | 89    |       |
| 16. November | Samuel Glasstone                    | britischer Physiker                                                                                             | 89    |       |
| 16. November | François Lacour                     | französischer Automobilrennfahrer                                                                               | 79    |       |
| 16. November | Siobhán McKenna                     | irische Filmschauspielerin und Theaterschauspielerin                                                            | 64    |       |
| 16. November | Kurt Overhoff                       | österreichischer Dirigent, Komponist und Musikpädagoge                                                          | 84    |       |
| 16. November | Karl Reinerth                       | deutscher evangelischer Theologe und Kirchenhistoriker siebenbürgischer Herkunft                                | 95    |       |
| 16. November | Rogelio de la Rosa                  | philippinischer Politiker, Schauspieler und Diplomat                                                            | 70    |       |
| 16. November | Juri Ter-Ossipow                    | armenisch-sowjetischer Komponist                                                                                | 53    |       |
| 17. November | Georges Besse                       | französischer Manager, Direktor der Renault-Werke in Frankreich (1985–1986)                                     | 58    |       |
| 17. November | Leen Buis                           | niederländischer Radrennfahrer                                                                                  | 79    |       |
| 17. November | Hermann Demel                       | österreichischer Volksdramatiker und Theaterverleger                                                            | 89    |       |
| 17. November | Harold Grad                         | US-amerikanischer Mathematiker                                                                                  | 63    |       |
| 17. November | Roger Ikor                          | französischer Schriftsteller                                                                                    | 74    |       |
| 17. November | Peter Kuhlen                        | deutscher Geistlicher, Mitbegründer der apostolischen Gemeinschaft                                              | 87    |       |
| 17. November | Ingrid Leodolter                    | österreichische Politikerin (SPÖ) und Gesundheitsministerin (1971–1979)                                         | 67    |       |
| 17. November | Tidye Pickett                       | US-amerikanische Leichtathletin                                                                                 | 72    |       |
| 18. November | Ljupčo Arsov                        | jugoslawisch-mazedonischer Politiker (BdKJ)                                                                     | 76    |       |
| 18. November | Hans Jürgen Baden                   | deutscher evangelischer Theologe                                                                                | 74    |       |
| 18. November | Lajos Bárdos                        | ungarischer Komponist                                                                                           | 87    |       |
| 18. November | Heinrich Bruhn                      | deutscher Hochschullehrer, Professor an der Sektion Journalistik der Karl-Marx-Universität Leipzig und Polit... | 73    |       |
| 18. November | Gia Carangi                         | US-amerikanisches Supermodel                                                                                    | 26    |       |
| 18. November | Carlos Figueredo                    | venezolanischer Pianist und Komponist                                                                           | 77    |       |
| 18. November | Michele Mara                        | italienischer Radrennfahrer                                                                                     | 83    |       |
| 18. November | Valeriu Niculescu                   | rumänischer Fußballspieler                                                                                      | 72    |       |
| 18. November | Stephen O. Rice                     | US-amerikanischer Informatiker und Elektroingenieur                                                             | 78    |       |
| 19. November | Engelbert Bancher                   | österreichischer Pflanzenphysiologe und Hochschullehrer                                                         | 74    |       |
| 19. November | Negrito Chapuseaux                  | dominikanischer Sänger und Komponist                                                                            | 75    |       |
| 19. November | Harry Goldschmidt                   | Schweizer Musikwissenschaftler                                                                                  | 76    |       |
| 19. November | Donald Jamieson                     | kanadischer Politiker                                                                                           | 65    |       |
| 19. November | Roy E. Lindquist                    | US-amerikanischer Offizier, Generalmajor der US-Army                                                            | 79    |       |
| 19. November | August-Wilhelm Mende                | deutscher Politiker (SPD), MdL                                                                                  | 57    |       |
| 19. November | Klaus Nordling                      | Comiczeichner und -autor                                                                                        |       |       |
| 20. November | Arne Beurling                       | schwedischer Mathematiker und Kryptograph                                                                       | 81    |       |
| 20. November | Balendin Enbeita                    | baskischer Bertsolari und Schriftsteller                                                                        | 80    |       |
| 20. November | Bernard Jaffe                       | US-amerikanischer Chemiker, Wissenschaftshistoriker und insbesondere Chemiehistoriker                           | 90    |       |
| 20. November | Arne Linderholm                     | schwedischer Fußballspieler                                                                                     | 70    |       |
| 20. November | Matthias Lixenfeld                  | deutscher Komponist, Illusionist und Karnevalist                                                                | 87    |       |
| 20. November | Alexander Markowitsch Ostrowski     | russisch-deutsch-schweizerischer Mathematiker                                                                   | 93    |       |
| 20. November | Alexander Zabrodsky                 | israelischer Mathematiker                                                                                       |       |       |
| 21. November | Oscar Benl                          | deutscher Japanologe                                                                                            | 72    |       |
| 21. November | Jerry Colonna                       | US-amerikanischer Schauspieler, Comedian, Sänger, Komponist und Posaunist                                       | 82    |       |
| 21. November | Ctibor Filčík                       | tschechoslowakischer Filmschauspieler                                                                           | 66    |       |
| 21. November | René Gross                          | deutsches Todesopfer an der Berliner Mauer                                                                      | 22    |       |
| 21. November | Manfred Mäder                       | deutsches Todesopfer der Berliner Mauer                                                                         | 38    |       |
| 21. November | John P. McConnell                   | US-amerikanischer General der United States Air Force                                                           | 78    |       |
| 21. November | Dar Robinson                        | US-amerikanischer Stuntman und Schauspieler                                                                     | 39    |       |
| 22. November | Alfred Bertrand                     | belgischer Politiker, MdEP                                                                                      | 73    |       |
| 22. November | Lasar Markowitsch Chidekel          | sowjetischer Maler, Zeichner und Architekt                                                                      | 81    |       |
| 22. November | Scatman Crothers                    | US-amerikanischer Sänger, Komponist und Schauspieler                                                            | 76    |       |
| 22. November | Alexander Nikolajewitsch Deitsch    | russischer Astronom                                                                                             | 86    |       |
| 22. November | Daan van Dijk                       | niederländischer Bahnradsportler und Olympiasieger                                                              | 79    |       |
| 22. November | Hans-Jürgen Fröhlich                | deutscher Schriftsteller                                                                                        | 54    |       |
| 22. November | Curtis J. Humphreys                 | US-amerikanischer Physiker                                                                                      | 88    |       |
| 22. November | Malcolm Nokes                       | britischer Hammerwerfer                                                                                         | 89    |       |
| 22. November | Dinny Pails                         | australischer Tennisspieler                                                                                     | 65    |       |
| 22. November | Irene Reicherts-Born                | deutsche Malerin                                                                                                | 62    |       |
| 22. November | Erich Riebartsch                    | deutscher Geistlicher und römisch-katholischer Theologe                                                         | 84    |       |
| 22. November | Jan Rys                             | österreichischer Schriftsteller, Hörspielautor                                                                  | 55    |       |
| 22. November | Edwin Salisbury                     | US-amerikanischer Ruderer                                                                                       | 76    |       |
| 22. November | Nikolai Grigorjewitsch Tschudakow   | russischer Mathematiker                                                                                         | 81    |       |
| 22. November | Walter Wülfing                      | deutscher Sportfunktionär in mehreren Sportverbänden                                                            | 85    |       |
| 23. November | Hans-Dietrich Ernst                 | deutscher Jurist, SD-Mitarbeiter und Täter des Holocaust                                                        | 78    |       |
| 23. November | Crawford Fairbrother                | britischer Hochspringer                                                                                         | 49    |       |
| 23. November | Charlie Gaines                      | US-amerikanischer Jazz-Trompeter                                                                                | 86    |       |
| 23. November | Stephen Gilman                      | US-amerikanischer Romanist und Hispanist                                                                        |       |       |
| 23. November | Olaf Hoffsbakken                    | norwegischer Skisportler                                                                                        | 78    |       |
| 23. November | Masumura Yasuzō                     | japanischer Regisseur                                                                                           | 62    |       |
| 23. November | Juliane Windhager                   | österreichische Lyrikerin                                                                                       | 74    |       |
| 24. November | Michael Bittner                     | deutsches Todesopfer der Berliner Mauer                                                                         | 25    |       |
| 24. November | Balther Dyroff                      | evangelischer Theologe und Mitglied des Bayerischen Senats                                                      | 82    |       |
| 24. November | Dirk Fortuin                        | niederländischer Ruderer                                                                                        | 85    |       |
| 24. November | Mazzino Montinari                   | italienischer Historiker und Germanist                                                                          | 58    |       |
| 24. November | Anwar Nusseibeh                     | palästinensischer Nationalist und Politiker Jordaniens                                                          |       |       |
| 24. November | Karl-August Reckling                | deutscher Ingenieur und Hochschullehrer                                                                         | 71    |       |
| 25. November | Gabdulchaj Achatow                  | russischer Wissenschaftler, Linguist und Turkologist                                                            | 59    |       |
| 25. November | Ivan Magill                         | irisch-britischer Anästhesist                                                                                   | 98    |       |
| 26. November | Betico Croes                        | arubanischer Politiker                                                                                          | 48    |       |
| 26. November | Ingeborg Drewitz                    | deutsche Schriftstellerin                                                                                       | 63    |       |
| 26. November | Alois Klobasa                       | österreichischer Lehrer, Volksschuldirektor und Politiker                                                       | 68    |       |
| 26. November | Peter Milz                          | deutscher Unternehmer und Politiker (CDU), MdB                                                                  | 51    |       |
| 26. November | Ahmet Gündüz Ökçün                  | türkischer Rechtsgelehrter, Politiker und Außenminister                                                         |       |       |
| 26. November | Géza von Radványi                   | ungarischer Regisseur                                                                                           | 79    |       |
| 26. November | Takagawa Kaku                       | japanischer Go-Spieler                                                                                          | 71    |       |
| 27. November | Friedrich Hetzelt                   | deutscher Architekt und Baubeamter                                                                              | 83    |       |
| 27. November | Robert Priestley                    | US-amerikanischer Artdirector und Szenenbildner                                                                 | 85    |       |
| 27. November | Charles Schlewer                    | französischer Ruderer                                                                                           | 85    |       |
| 27. November | Steve Tracy                         | US-amerikanischer Schauspieler                                                                                  | 34    |       |
| 28. November | Norman Gagne                        | kanadischer Skispringer                                                                                         | 75    |       |
| 28. November | Erna Lesky                          | österreichische Medizinhistorikerin                                                                             | 75    |       |
| 28. November | Peter Friedrich Matzen              | deutscher Sanitätsoffizier und Chirurg; Ordinarius für Orthopädie in Leipzig                                    | 77    |       |
| 28. November | Emilio Scanavino                    | italienischer Maler                                                                                             | 64    |       |
| 28. November | Elizabeth Thomas                    | US-amerikanische Ägyptologin                                                                                    | 79    |       |
| 29. November | Gary Allen                          | US-amerikanischer Journalist und Verschwörungstheoretiker                                                       | 50    |       |
| 29. November | Cary Grant                          | britisch-US-amerikanischer Schauspieler                                                                         | 82    |       |
| 29. November | Henry de Heaulme                    | französischer Kolonialist                                                                                       | 87    |       |
| 29. November | Herbert Rosenfeld                   | deutscher Psychoanalytiker und Vorkämpfer für psychosomatische Medizin und Interdisziplinarität                 | 76    |       |
| 29. November | Hermann Schürrer                    | österreichischer Schriftsteller                                                                                 | 57    |       |
| 30. November | Emil Jónsson                        | isländischer Politiker                                                                                          | 84    |       |
| 30. November | Eino Aukusti Leino                  | finnischer Ringer                                                                                               | 95    |       |
| 30. November | Herbert Steinmetz                   | deutscher Schauspieler                                                                                          | 78    |       |
| November     | Ann Cole                            | US-amerikanische R&B- und Gospel-Sängerin                                                                       | 52    |       |
| November     | Fritz Sander                        | deutscher Kommunalpolitiker, Rechtsanwalt und Notar                                                             | 81    |       |
| November     | Walter Veigel                       | deutscher Widerstandskämpfer (KPD) und Staatsfunktionär (SED)                                                   | 78    |       |
| November     | Ronald Noel Walpole                 | US-amerikanischer Romanist und Mediävist britischer Herkunft                                                    | 82    |       |

## Dezember
| Tag          | Name                                  | Beruf, bekannt als                                                                                              | Alter | Beleg |
| ------------ | ------------------------------------- | --- | ----- | ----- |
| 1. Dezember  | Ernest Burkhart                       | US-amerikanischer Mörder                                                                                        | 94    |       |
| 1. Dezember  | Otto Braun                            | deutscher Politiker (FDP), MdL                                                                                  | 82    |       |
| 1. Dezember  | Lee Dorsey                            | US-amerikanischer Sänger                                                                                        | 61    |       |
| 1. Dezember  | Karl Heinz Engelin                    | deutscher Bildhauer                                                                                             | 62    |       |
| 1. Dezember  | Fritz Franke                          | österreichischer Politiker (FPÖ), Landtagsabgeordneter von Vorarlberg                                           | 65    |       |
| 1. Dezember  | Horace Heidt                          | US-amerikanischer Bigband-Leader                                                                                | 85    |       |
| 1. Dezember  | Bobby Layne                           | US-amerikanischer American-Football-Spieler und -Trainer, Baseballspieler                                       | 59    |       |
| 1. Dezember  | Frank McCarthy                        | US-amerikanischer Brigadegeneral und Filmproduzent                                                              | 74    |       |
| 1. Dezember  | Martin John O’Connor                  | US-amerikanischer Kurienerzbischof und erster Präsident der Päpstlichen Kommission für die sozialen Kommunik... | 86    |       |
| 1. Dezember  | Hans-Herbert Völker                   | deutscher Klassischer Archäologe und Bibliothekar                                                               | 79    |       |
| 2. Dezember  | Heinrich Amersdorffer                 | deutscher Maler, Grafiker und Kunsterzieher                                                                     | 80    |       |
| 2. Dezember  | Desi Arnaz                            | kubanischer Musiker, Schauspieler, Komiker und Fernsehproduzent                                                 | 69    |       |
| 2. Dezember  | Reg Attwell                           | englischer Fußballspieler                                                                                       | 66    |       |
| 2. Dezember  | Paul Bascomb                          | US-amerikanischer Jazzsaxophonist und Bandleader                                                                | 76    |       |
| 2. Dezember  | Irene Heller                          | deutsche Politikerin (SED), Abgeordnete der Volkskammer der DDR                                                 | 73    |       |
| 2. Dezember  | Lisa Macheiner                        | österreichische Schauspielerin                                                                                  | 72    |       |
| 2. Dezember  | Domingo Pino                          | chilenischer Fußballspieler                                                                                     | 64    |       |
| 2. Dezember  | Editha Sterba                         | österreichisch-US-amerikanische Psychoanalytikerin                                                              | 91    |       |
| 2. Dezember  | Arvid Thörn                           | schwedischer Fußballspieler                                                                                     | 75    |       |
| 2. Dezember  | Waldemar Vinz                         | deutscher Ingenieur                                                                                             | 80    |       |
| 3. Dezember  | Bob Howard                            | US-amerikanischer Jazz-Pianist und Sänger                                                                       | 80    |       |
| 3. Dezember  | Ernst Seikowski                       | deutscher Fußballspieler                                                                                        | 69    |       |
| 3. Dezember  | Theodor Zeller                        | deutscher Maler und Graphiker                                                                                   | 86    |       |
| 4. Dezember  | Fritz Driescher junior                | deutscher Elektroingenieur und Unternehmer                                                                      | 75    |       |
| 4. Dezember  | Hans Gerlach                          | deutscher Politiker (SED)                                                                                       | 66    |       |
| 4. Dezember  | Mark Siegelberg                       | österreichischer Journalist, Schriftsteller, Theaterkritiker und Schauspieler                                   | 91    |       |
| 4. Dezember  | Edward Youde                          | britischer Diplomat und Politiker                                                                               | 62    |       |
| 5. Dezember  | Mosche Bar’am                         | israelischer Minister                                                                                           | 75    |       |
| 5. Dezember  | Charles Duguid                        | australischer Politiker für die Rechte der Aborigines                                                           | 102   |       |
| 5. Dezember  | Theodor Kretschmer                    | deutscher Offizier, zuletzt Generalmajor im Zweiten Weltkrieg                                                   | 85    |       |
| 5. Dezember  | Nicolò Rasmo                          | italienischer Kunsthistoriker                                                                                   | 77    |       |
| 5. Dezember  | Leopold Redl                          | österreichischer Turner                                                                                         | 80    |       |
| 5. Dezember  | Rolf Schock                           | US-amerikanischer Philosoph und Hochschullehrer                                                                 | 53    |       |
| 6. Dezember  | René Brô                              | französischer Maler                                                                                             | 56    |       |
| 6. Dezember  | Ludwig Büchner                        | hessischer Unternehmer                                                                                          | 90    |       |
| 6. Dezember  | Marta Canales                         | chilenische Geigerin, Pianistin, Chorleiterin und Komponistin                                                   | 91    |       |
| 6. Dezember  | Carlos María Enrique Diego Legrand    | uruguayischer Botaniker                                                                                         | 85    |       |
| 6. Dezember  | Bhagwan Sahay                         | indischer Politiker (INC), Gouverneur von Jammu und Kashmir sowie Kerala                                        | 81    |       |
| 7. Dezember  | Alfred Balen                          | kroatisch-deutscher Wasserball-Trainer                                                                          | 56    |       |
| 7. Dezember  | Charlotte Bara                        | deutsch-schweizerische Ausdruckstänzerin                                                                        | 85    |       |
| 7. Dezember  | Edith Langner                         | deutsche Politikerin (CDU), MdL                                                                                 | 73    |       |
| 7. Dezember  | Eduard Lehmann                        | Schweizer Beamter                                                                                               | 70    |       |
| 7. Dezember  | Harald Maresch                        | austro-amerikanischer Schauspieler                                                                              | 70    |       |
| 07. Dezember | Albert Schwartz                       | US-amerikanischer Schwimmer und Wasserballspieler                                                               | 78    |       |
| 8. Dezember  | Renée von Balthasar                   | Schweizer Ordensfrau und Generaloberin                                                                          | 78    |       |
| 8. Dezember  | Ernst Biberstein                      | deutscher evangelischer Pastor, SS-Obersturmbannführer                                                          | 87    |       |
| 8. Dezember  | Harrison S. Brown                     | US-amerikanischer Kernphysiker und Geochemiker                                                                  | 69    |       |
| 8. Dezember  | Pierre Clarac                         | französischer Literarhistoriker                                                                                 | 92    |       |
| 8. Dezember  | Josef Dienbauer                       | österreichischer Politiker (ÖVP), Landtagsabgeordneter                                                          | 88    |       |
| 8. Dezember  | Georg Henke                           | deutscher Widerstandskämpfer und Diplomat der DDR                                                               | 78    |       |
| 8. Dezember  | Hollywood Fats                        | US-amerikanischer Bluesmusiker                                                                                  | 32    |       |
| 8. Dezember  | Wolfgang Lentz                        | deutscher Iranist und Hochschullehrer                                                                           | 86    |       |
| 8. Dezember  | Kurt Lippert                          | deutscher Fußballtorhüter                                                                                       | 54    |       |
| 8. Dezember  | Anatoli Tichonowitsch Martschenko     | sowjetischer Autor und Menschenrechtler                                                                         | 48    |       |
| 8. Dezember  | Arthur S. Moreau junior               | US-amerikanischer Admiral der US Navy                                                                           | 55    |       |
| 8. Dezember  | Bawa Muhaiyaddeen                     | sri-lankischer Sufi-Heiliger                                                                                    |       |       |
| 8. Dezember  | Heinz Neukirchen                      | deutscher Marineoffizier und Vizeadmiral                                                                        | 71    |       |
| 8. Dezember  | Karl Plattner                         | Südtiroler Maler                                                                                                | 67    |       |
| 8. Dezember  | Raj Krishna Tandon                    | indischer Diplomat                                                                                              | 76    |       |
| 9. Dezember  | Antonio Cardile                       | italienischer Maler                                                                                             | 72    |       |
| 9. Dezember  | Maurice E. Dockrell                   | irischer Politiker                                                                                              | 78    |       |
| 9. Dezember  | Gerhard Fritz Hensel                  | deutscher Maler                                                                                                 | 76    |       |
| 9. Dezember  | Otto Paulmann                         | deutscher Buchhändler und Verleger                                                                              |       |       |
| 9. Dezember  | Walter John Stoessel                  | US-amerikanischer Diplomat                                                                                      | 66    |       |
| 9. Dezember  | Anatoli Timofejewitsch Swerew         | russischer Maler des Expressionismus und Nonkonformismus                                                        | 55    |       |
| 10. Dezember | Susan Cabot                           | US-amerikanische Schauspielerin                                                                                 | 59    |       |
| 10. Dezember | Mary Dominica Legge                   | britische Romanistin                                                                                            | 81    |       |
| 10. Dezember | Bruno Mora                            | italienischer Fußballspieler                                                                                    | 49    |       |
| 10. Dezember | Rino Pucci                            | italienischer Radrennfahrer                                                                                     | 64    |       |
| 10. Dezember | Theodor Schmidt                       | deutscher Physiker                                                                                              | 78    |       |
| 10. Dezember | Fred Stone                            | kanadischer Flügelhornist, Trompeter und Komponist                                                              | 51    |       |
| 10. Dezember | Eric Weiser                           | Medizinjournalist und populärwissenschaftlicher Buchautor                                                       | 79    |       |
| 10. Dezember | Giuseppe Zamboni                      | italienischer Germanist, Romanist, Italianist und Literarhistoriker                                             | 83    |       |
| 11. Dezember | Jean-Paul Deschatelets                | kanadischer Politiker und Rechtsanwalt                                                                          | 74    |       |
| 11. Dezember | John Hennig                           | irisch-deutscher Literatur- und Religionswissenschaftler                                                        | 75    |       |
| 11. Dezember | Daniela Krein                         | deutsche Ordensschwester und Schriftstellerin                                                                   | 89    |       |
| 11. Dezember | Fritz Maurischat                      | deutscher Szenenbildner                                                                                         | 93    |       |
| 11. Dezember | Musaid bin Abdul Rahman Al Saud       | saudi-arabischer Politiker und Mitglied der Saudi-Dynastie                                                      |       |       |
| 11. Dezember | Miya Shūji                            | japanischer Lyriker                                                                                             | 74    |       |
| 12. Dezember | Hans Hadamowsky                       | österreichischer Oboist, Hochschullehrer und Komponist                                                          | 80    |       |
| 12. Dezember | Artur Katz-Karmer                     | deutscher Rundfunkjournalist                                                                                    | 76    |       |
| 12. Dezember | Harry Owens                           | US-amerikanischer Komponist                                                                                     | 84    |       |
| 12. Dezember | Carlos Ramírez                        | kolumbianischer Sänger und Schauspieler                                                                         | 70    |       |
| 12. Dezember | Paul Verner                           | deutscher Politiker (SED), MdV, Mitglied des Politbüros des Zentralkomitees der SED in der DDR                  | 75    |       |
| 13. Dezember | Heather Angel                         | britische Schauspielerin                                                                                        | 77    |       |
| 13. Dezember | Ella Baker                            | US-amerikanische Bürgerrechtlerin                                                                               | 83    |       |
| 13. Dezember | Glyn Daniel                           | britischer Archäologe                                                                                           | 72    |       |
| 13. Dezember | Wolfgang Frommel                      | deutscher Schriftsteller                                                                                        | 84    |       |
| 13. Dezember | Franz Fruhstorfer                     | österreichischer Politiker (SPÖ); Bundesrat                                                                     | 76    |       |
| 13. Dezember | Feliciano González Ascanio            | venezolanischer römisch-katholischer Geistlicher                                                                | 65    |       |
| 13. Dezember | Lori Ludwig                           | deutsche Schriftstellerin                                                                                       | 62    |       |
| 13. Dezember | Karin Mylius                          | deutsche Sekretärin, Vorsitzende der Jüdischen Gemeinde zu Halle (Saale)                                        | 52    |       |
| 13. Dezember | Smita Patil                           | indische Filmschauspielerin                                                                                     | 31    |       |
| 13. Dezember | Henry Winston                         | US-amerikanischer Politiker (CPUSA)                                                                             | 75    |       |
| 14. Dezember | Johan Anker Johansen                  | norwegischer Turner                                                                                             | 92    |       |
| 15. Dezember | Karl Friedrich Euler                  | deutscher Theologe                                                                                              | 77    |       |
| 15. Dezember | Julius Gessinger                      | deutscher Komponist                                                                                             | 87    |       |
| 15. Dezember | Otto Henneberg-Poppenbüttel           | deutscher Landwirt und Politiker                                                                                | 81    |       |
| 15. Dezember | Harry Jones                           | britischer theoretischer Festkörperphysiker                                                                     | 81    |       |
| 15. Dezember | Friedrich Karl von Koenig-Warthausen  | deutscher Pilot                                                                                                 | 80    |       |
| 15. Dezember | Sergei Michailowitsch Lifar           | ukrainischer Tänzer und Choreograf                                                                              | 82    |       |
| 15. Dezember | Seymour Lipton                        | US-amerikanischer Bildhauer                                                                                     | 83    |       |
| 15. Dezember | Werner Neuse                          | deutscher Germanist                                                                                             | 87    |       |
| 15. Dezember | John Zaremba                          | US-amerikanischer Schauspieler                                                                                  | 78    |       |
| 16. Dezember | Paulo Cunha                           | portugiesischer Rechtswissenschaftler und Politiker                                                             | 78    |       |
| 16. Dezember | Herbert Dieckmann                     | deutsch-US-amerikanischer Romanist                                                                              | 80    |       |
| 16. Dezember | Oleg Georgijewitsch Gontscharenko     | sowjetischer Eisschnellläufer                                                                                   | 55    |       |
| 16. Dezember | Eduard Justi                          | deutscher Physiker und Hochschullehrer                                                                          | 82    |       |
| 16. Dezember | Karl Krikler                          | österreichischer Politiker (SPÖ), Landtagspräsident im Burgenland                                               | 71    |       |
| 16. Dezember | Pasquale Quaremba                     | italienischer römisch-katholischer Bischof                                                                      | 81    |       |
| 16. Dezember | Marcel Quinet                         | belgischer Pianist und Komponist                                                                                | 71    |       |
| 17. Dezember | Peter Beauvais                        | deutscher Regisseur                                                                                             | 70    |       |
| 17. Dezember | Albrecht Faber                        | deutscher Biologe                                                                                               | 83    |       |
| 17. Dezember | Morton Fried                          | US-amerikanischer Ethnologe                                                                                     | 63    |       |
| 17. Dezember | Władysław Moes                        | polnischer Unternehmer, als Kind angebliches Urbild für die Figur „Tadzio“ in Thomas Manns Erzählung Der Tod... | 86    |       |
| 17. Dezember | Jewgeni Michailowitsch Nikischin      | russischer Mathematiker                                                                                         | 41    |       |
| 17. Dezember | Giulio Ramponi                        | italienischer Automobilrennfahrer und Techniker                                                                 | 84    |       |
| 17. Dezember | Hans Stelges                          | deutscher Leichtathlet                                                                                          | 85    |       |
| 18. Dezember | George Amy                            | US-amerikanischer Filmeditor                                                                                    | 83    |       |
| 18. Dezember | Mamo Clark                            | US-amerikanische Filmschauspielerin                                                                             | 72    |       |
| 18. Dezember | Hans Fischer                          | Schweizer Schwyzerörgelispieler, Komponist und Nachwuchsförderer der Volksmusik                                 | 83    |       |
| 18. Dezember | Ulrico Girardi                        | italienischer Bobfahrer                                                                                         | 56    |       |
| 18. Dezember | Jules Migeot                          | belgischer Hürdenläufer und Sprinter                                                                            | 88    |       |
| 18. Dezember | Siegfried Schmidt                     | deutscher Historiker                                                                                            | 56    |       |
| 19. Dezember | V. C. Andrews                         | US-amerikanische Schriftstellerin                                                                               | 63    |       |
| 19. Dezember | Avelar Brandão Vilela                 | brasilianischer Geistlicher, Erzbischof von São Salvador da Bahia und Kardinal der römisch-katholischen Kirche  | 74    |       |
| 19. Dezember | Carl Werner Dankwort                  | deutscher Diplomat                                                                                              | 91    |       |
| 19. Dezember | Willy Favre                           | Schweizer Skirennfahrer                                                                                         | 43    |       |
| 19. Dezember | Domingo García                        | peruanischer Fußballspieler                                                                                     | 82    |       |
| 19. Dezember | Erasmus Jonas                         | deutscher Schriftsteller und Historiker                                                                         | 57    |       |
| 19. Dezember | Karl Meyer                            | Schweizer Lehrer und Frontist                                                                                   | 88    |       |
| 19. Dezember | Gerhard Moll                          | deutscher Maler                                                                                                 | 66    |       |
| 19. Dezember | Frank Sels                            | belgischer Comiczeichner und -autor                                                                             | 44    |       |
| 19. Dezember | Gebhard Spahr                         | deutscher Historiker, Kunsthistoriker und Ordenspriester                                                        | 73    |       |
| 20. Dezember | Eduard Abramjan                       | armenischer Pianist und Musikpädagoge                                                                           | 63    |       |
| 20. Dezember | Ferdinand Brandner                    | österreichischer Motoren-Konstrukteur                                                                           | 83    |       |
| 20. Dezember | Alice Brandt                          | österreichische Schauspielerin                                                                                  | 75    |       |
| 20. Dezember | Rossella Como                         | italienische Schauspielerin                                                                                     | 49    |       |
| 20. Dezember | Joseph Edward Duvanel                 | Schweizer Maler und Zeichner                                                                                    | 45    |       |
| 20. Dezember | Oskar Maaß                            | deutscher Bauingenieur und Sportfunktionär                                                                      | 76    |       |
| 20. Dezember | Kathleen Morris                       | kanadische Malerin                                                                                              | 93    |       |
| 20. Dezember | Alicia Urreta                         | mexikanische Komponistin                                                                                        | 56    |       |
| 21. Dezember | Carl Erich Alken                      | deutscher Urologe                                                                                               | 77    |       |
| 21. Dezember | Hans Baur                             | bayerischer Volksschauspieler und Charakterdarsteller                                                           | 76    |       |
| 21. Dezember | Willy Coppens                         | belgischer Jagdpilot                                                                                            | 94    |       |
| 21. Dezember | Helge Sivertsen                       | norwegischer Leichtathlet                                                                                       | 73    |       |
| 21. Dezember | Sven-Ove Svensson                     | schwedischer Fußballspieler                                                                                     | 64    |       |
| 22. Dezember | Ida Cook                              | britische Romanautorin und Gerechte unter den Völkern                                                           | 82    |       |
| 22. Dezember | Armand Mayer                          | französischer Ingenieur                                                                                         | 92    |       |
| 22. Dezember | Carlernst Ortwein                     | deutscher Pianist und Komponist                                                                                 | 70    |       |
| 22. Dezember | Wolfgang Schonendorf                  | deutscher Hörspielregisseur                                                                                     |       |       |
| 23. Dezember | Heidi Abel                            | Schweizer Fernseh- und Radiomoderatorin                                                                         | 57    |       |
| 23. Dezember | Gerhard Bienert                       | deutscher Schauspieler                                                                                          | 88    |       |
| 23. Dezember | Heinrich Brenner                      | deutscher Widerstandskämpfer                                                                                    | 78    |       |
| 23. Dezember | Marjorie Child Husted                 | US-amerikanische Managerin und Hörfunkmoderatorin                                                               | 94    |       |
| 23. Dezember | János Karlovits                       | ungarischer Stabhochspringer                                                                                    | 87    |       |
| 23. Dezember | R. Gordon Wasson                      | US-amerikanischer Bankier, Ethnomykologe und Autor                                                              | 88    |       |
| 24. Dezember | Werner Bumann                         | deutscher Leichtathlet                                                                                          | 54    |       |
| 24. Dezember | Milojko Ćišić                         | jugoslawischer Elektroingenieur                                                                                 | 66    |       |
| 24. Dezember | Gardner Fox                           | US-amerikanischer Comicautor                                                                                    | 75    |       |
| 24. Dezember | Karla Runkehl                         | deutsche Schauspielerin                                                                                         | 56    |       |
| 24. Dezember | Albert Widmann                        | deutscher SS-Sturmbannführer und Referatsleiter im Reichssicherheitshauptamt                                    | 74    |       |
| 25. Dezember | Omraam Mikael Ajwanow                 | bulgarischer Philosoph und Pädagoge                                                                             | 86    |       |
| 25. Dezember | Dietrich Bürkel                       | deutscher Jurist und Politiker (CDU), MdB                                                                       | 81    |       |
| 25. Dezember | Alwin Diemer                          | deutscher Philosoph                                                                                             | 66    |       |
| 25. Dezember | Walter Forster                        | deutscher Zoologe und Schmetterlingskundler                                                                     | 76    |       |
| 25. Dezember | René Germanier                        | Schweizer Mikrobiologe                                                                                          |       |       |
| 25. Dezember | Friedrich von Ledebur                 | österreichischer Filmschauspieler                                                                               | 86    |       |
| 25. Dezember | Kurt Lucas                            | deutscher Widerstandskämpfer gegen den Nationalsozialismus und Gewerkschafter (FDGB), MdV                       | 81    |       |
| 25. Dezember | James C. Oliver                       | US-amerikanischer Politiker                                                                                     | 91    |       |
| 25. Dezember | Horst Sebastian                       | deutscher Zahnarzt und Standespolitiker                                                                         | 58    |       |
| 25. Dezember | Hamao Umezawa                         | japanischer Mikrobiologe und Entdecker von Kanamycin, Josamycin und Bleomycin                                   | 72    |       |
| 26. Dezember | William MacMahon Ball                 | australischer Politikwissenschaftler, Hochschullehrer, Diplomat, Autor, Journalist und Radiomoderator           | 85    |       |
| 26. Dezember | George Dangerfield                    | US-amerikanischer Historiker und Schriftsteller                                                                 | 82    |       |
| 26. Dezember | Heinrich Göckenjan                    | deutscher Reichstagsabgeordneter (NSDAP), MdR                                                                   | 86    |       |
| 26. Dezember | Elsa Lanchester                       | britisch-US-amerikanische Schauspielerin                                                                        | 84    |       |
| 26. Dezember | Herwig Walter                         | deutscher Schauspieler                                                                                          | 75    |       |
| 27. Dezember | André Cailleux                        | französischer Geologe                                                                                           | 79    |       |
| 27. Dezember | Lars-Erik Larsson                     | schwedischer Komponist                                                                                          | 78    |       |
| 27. Dezember | Louis van Lint                        | belgischer Maler                                                                                                | 77    |       |
| 27. Dezember | Dumas Malone                          | US-amerikanischer Historiker                                                                                    | 94    |       |
| 27. Dezember | Semjon Iwanowitsch Rschischtschin     | sowjetischer Leichtathlet                                                                                       | 53    |       |
| 27. Dezember | Snorri Hjartarson                     | isländischer Schriftsteller                                                                                     | 80    |       |
| 28. Dezember | Domenico Chiaramello                  | italienischer Politiker (Partito Socialista Italiano)                                                           | 89    |       |
| 28. Dezember | Alton Asa Lennon                      | US-amerikanischer Politiker                                                                                     | 80    |       |
| 28. Dezember | John D. MacDonald                     | US-amerikanischer Schriftsteller                                                                                | 70    |       |
| 29. Dezember | John Antill                           | australischer Komponist                                                                                         | 82    |       |
| 29. Dezember | Lothar Bolz                           | deutscher Politiker (NDPD), MdV, Vorsitzender der NDPD der DDR                                                  | 83    |       |
| 29. Dezember | Jürgen Driehaus                       | deutscher Prähistoriker                                                                                         | 59    |       |
| 29. Dezember | Heinrich Illers                       | deutscher Jurist und SS-Hauptsturmführer                                                                        | 78    |       |
| 29. Dezember | Harold Macmillan                      | britischer Politiker, Mitglied des House of Commons und Premierminister                                         | 92    |       |
| 29. Dezember | Grete Mosheim                         | deutsche Schauspielerin                                                                                         | 81    |       |
| 29. Dezember | Pietro Parente                        | italienischer Geistlicher, Kardinal der römisch-katholischen Kirche                                             | 95    |       |
| 29. Dezember | Reginald Enos Kirkland Philips junior | jamaikanischer Diplomat                                                                                         | 35    |       |
| 29. Dezember | Andrei Arsenjewitsch Tarkowski        | sowjetischer Regisseur                                                                                          | 54    |       |
| 30. Dezember | Katharina Gombert                     | deutsche lutherische Geistliche                                                                                 | 83    |       |
| 30. Dezember | Jiří Jaroch                           | tschechischer Komponist, Bratscher und Dirigent                                                                 | 66    |       |
| 30. Dezember | İlhan Koman                           | türkischer Bildhauer                                                                                            | 65    |       |
| 31. Dezember | Raymund Badó                          | ungarischer Ringer                                                                                              | 84    |       |
| 31. Dezember | Piero Chiara                          | italienischer Schriftsteller                                                                                    | 73    |       |
| 31. Dezember | Donald Fleming                        | kanadischer Rechtsanwalt und Politiker                                                                          | 81    |       |
| 31. Dezember | Heinz Raether                         | deutscher Physiker                                                                                              | 77    |       |
| 31. Dezember | Heinz Ridder                          | deutscher Maler, Graphiker und Kunsterzieher                                                                    | 66    |       |
| 31. Dezember | Mauro Simonetti                       | italienischer Radrennfahrer                                                                                     | 38    |       |
| 31. Dezember | Don Sleet                             | US-amerikanischer Jazztrompeter                                                                                 | 48    |       |